# Dasygaster punctivena
Dasygaster punctivena là một loài bướm đêm trong họ Noctuidae.